# Samia
Samia är ett släkte av fjärilar. Samia ingår i familjen påfågelsspinnare.

## Bildgalleri

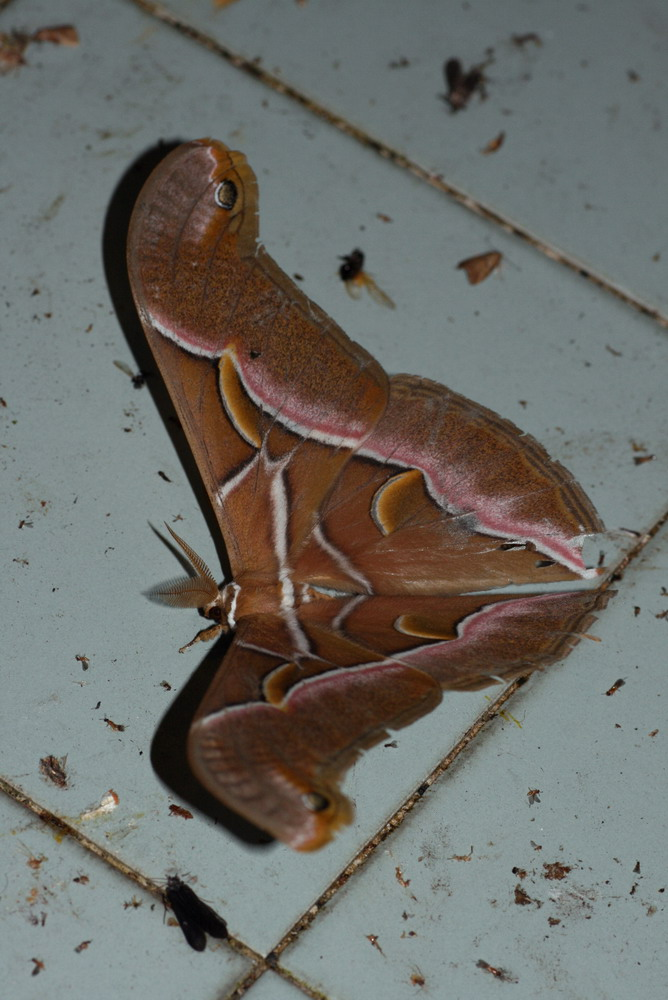
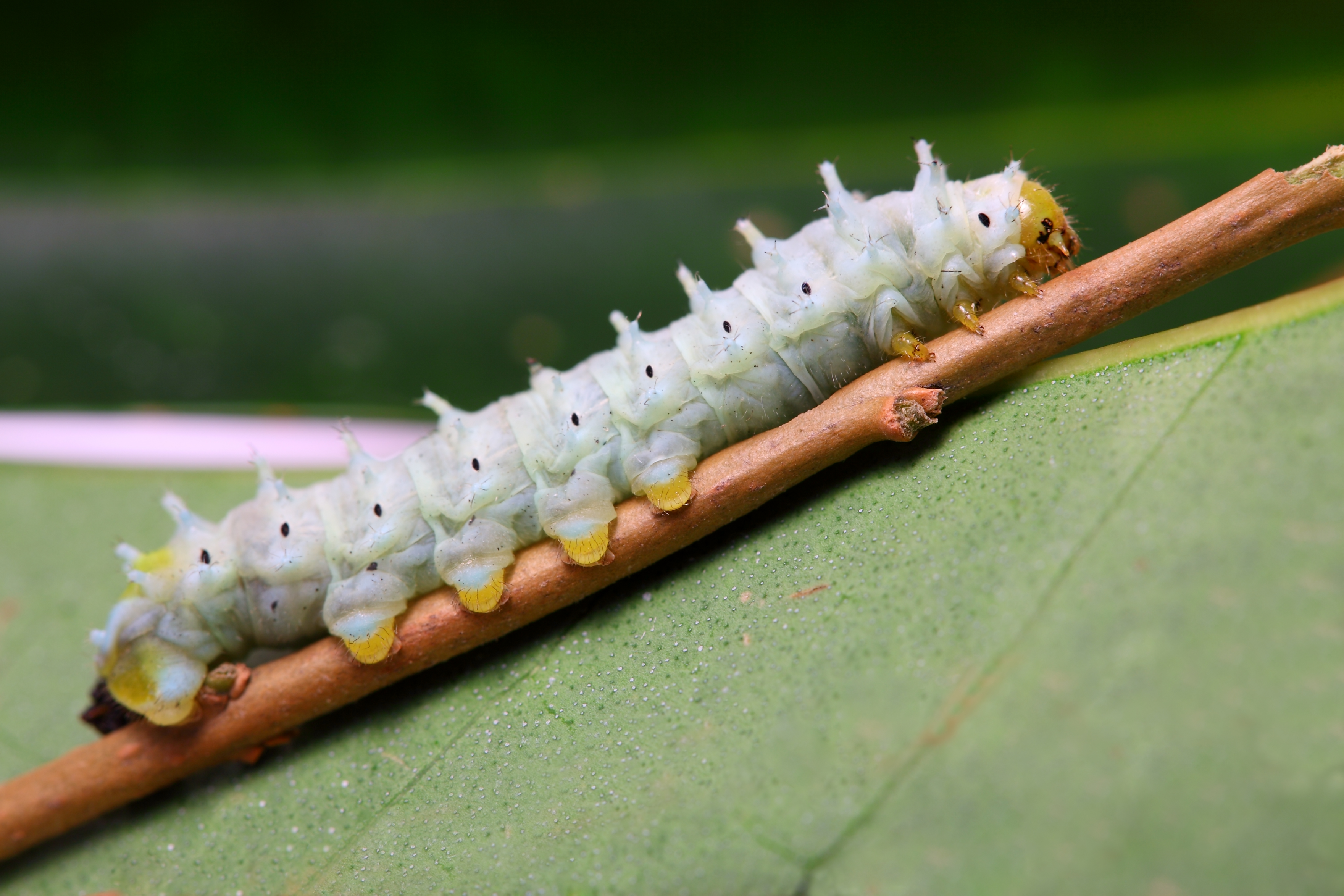
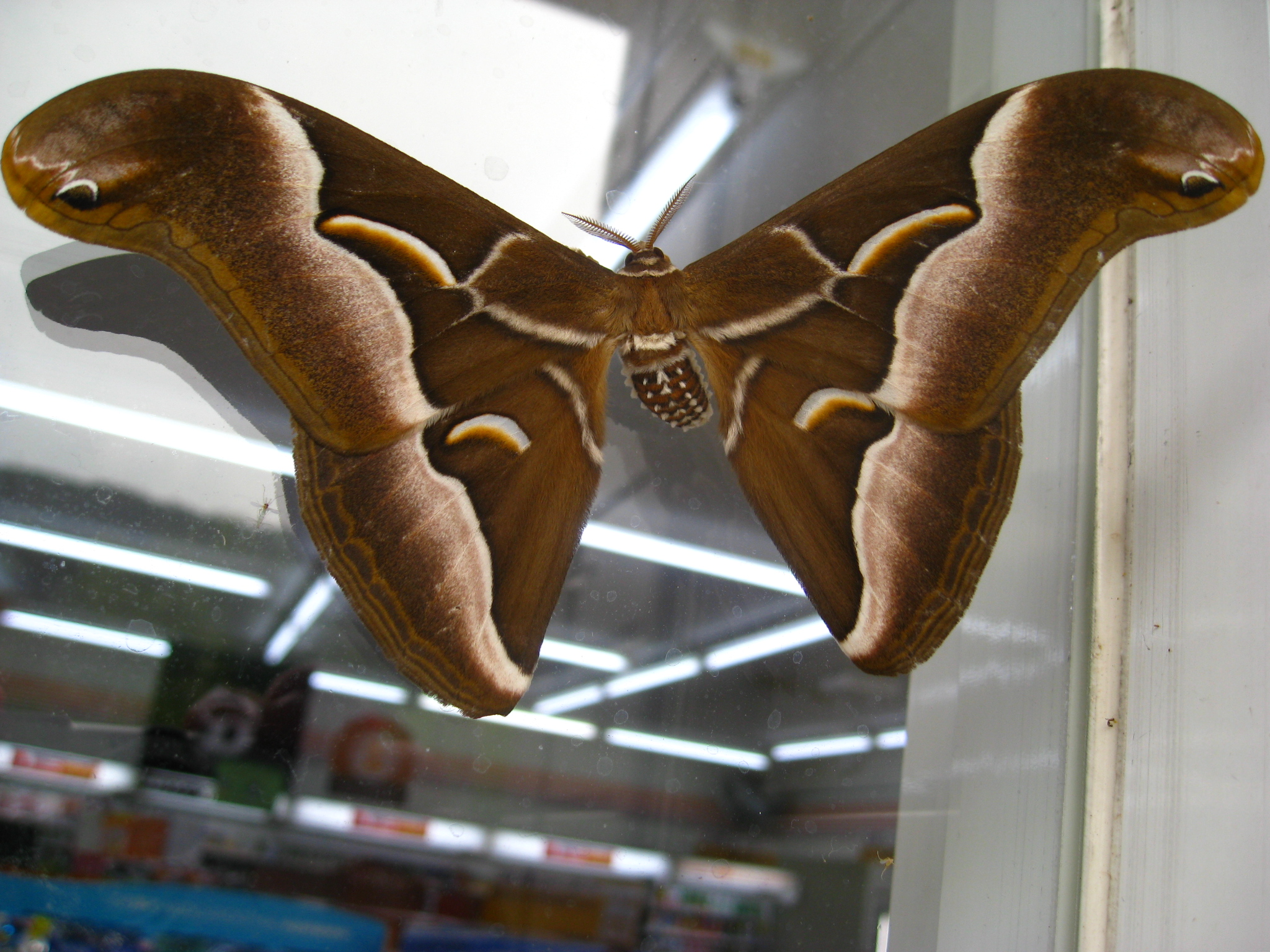

## Dottertaxa tillSamia, i alfabetisk ordning[1]
- Samia advena
- Samia alboabdominalis
- Samia andrei
- Samia andrewesi
- Samia arrindia
- Samia aurotus
- Samia aylanti
- Samia balli
- Samia bicolorata
- Samia borneensis
- Samia bouvieri
- Samia canningii
- Samia ceramensis
- Samia cynthia
- Samia dupuiseti
- Samia eriacma
- Samia erythrinae
- Samia eulouvaina
- Samia fenestrella
- Samia fulva
- Samia fusca
- Samia guérini
- Samia insularis
- Samia iole
- Samia lastousi
- Samia lefroyi
- Samia leopoldi
- Samia lunula
- Samia lunuloides
- Samia luzonica
- Samia mindanaensis
- Samia oberthuri
- Samia obscura
- Samia parsiensis
- Samia penelope
- Samia piperata
- Samia pryeri
- Samia punctata
- Samia radiata
- Samia reversa
- Samia ricini
- Samia rothschildi
- Samia tetrica
- Samia walkeri
- Samia vanderbergi
- Samia vaneeckei
- Samia watsoni
- Samia vera
- Samia viridis